# Kurumkan

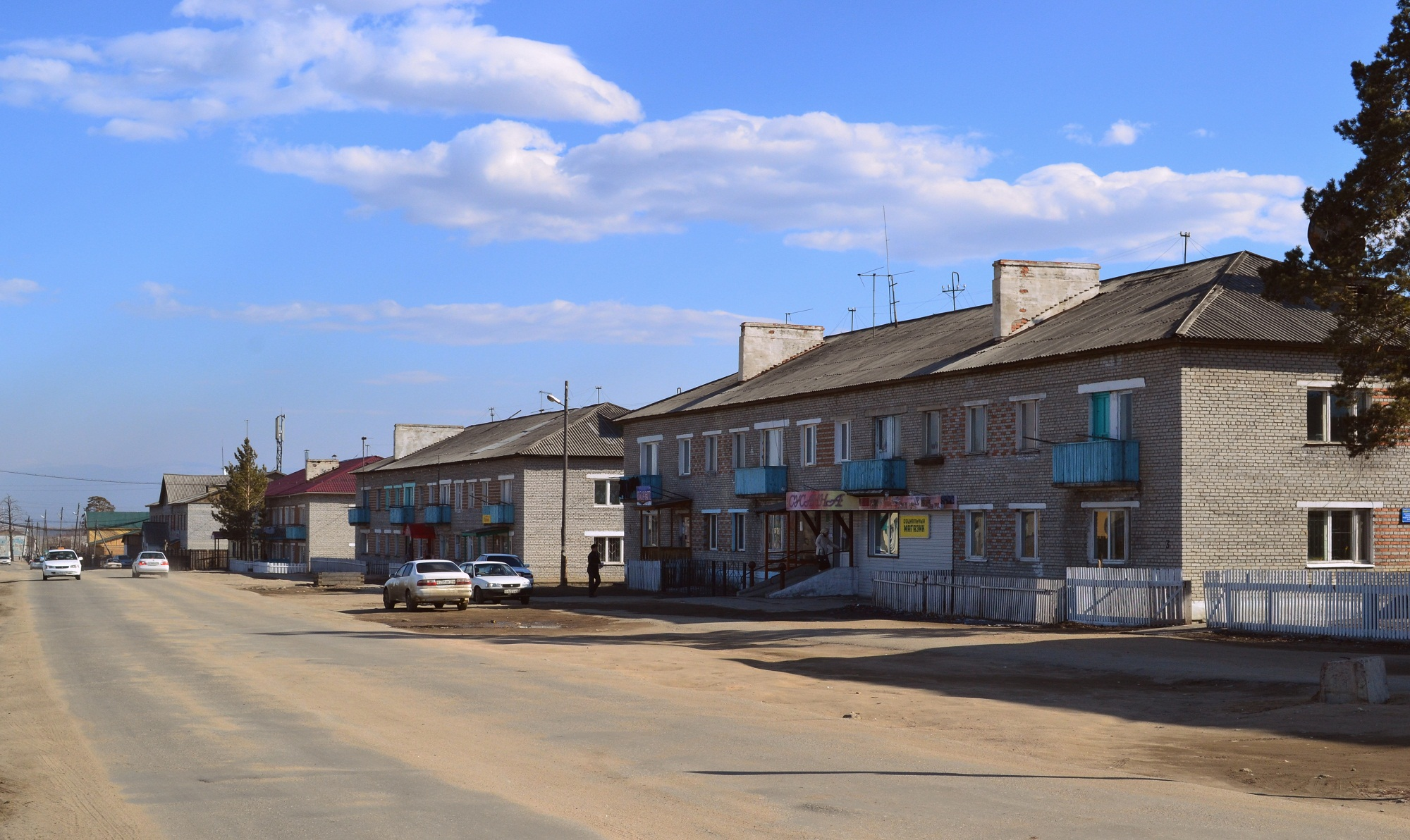
Eine der Straßen in Kurumkan. Bezirk Kurumkan, Burjatien

Kurumkan (russisch Курумка́н; burjatisch Хурамхаан, Churamchaan) ist ein Dorf (selo) in der Republik Burjatien (Russland) mit 5465 Einwohnern (Stand 14. Oktober 2010).

## Geographie
Der Ort liegt etwa 330 km Luftlinie nordöstlich der Republikhauptstadt Ulan-Ude und gut 50 km vom Ostufer des Baikalsees entfernt. Er befindet sich am rechten Ufer des Baikal-Zuflusses Bargusin. Unmittelbar westlich erhebt sich zwischen Kurumkan und dem Baikalsee das Bargusingebirge, das in dem Bereich mit fast 2700 m seine größte Höhe erreicht. Östlich steigt jenseits des dort fast 30 km breiten Bargusintales das Ikat-Gebirge auf ebenfalls über 2000 m an.
Kurumkan ist Verwaltungssitz des Rajons Kurumkanski und Sitz der Landgemeinde Selskoje posselenije Kurumkan, zu der neben Kurumkan noch die Dörfer Murgun, Tomokto und Unegetei gehören.

## Geschichte
Kurumkan wurde 1944 erstmals Zentrum eines neu geschaffenen Rajons. 1959 wurde der Rajon vorübergehend wieder in den südlich benachbarten Bargusinski rajon eingegliedert, aber 1970 wiederhergestellt.

### Bevölkerungsentwicklung
| Jahr | Einwohner |
| ---- | --------- |
| 1979 | 5617      |
| 1989 | 6687      |
| 2002 | 5957      |
| 2010 | 5465      |

Anmerkung: Volkszählungsdaten

## Verkehr
Kurumkan ist Endpunkt der Regionalstraße R438, die von Ulan-Ude über Turuntajewo kommend bei Gremjatschinsk den Baikalsee erreicht, und weiter entlang dem Ostufer des Sees und ab Ust-Bargusin über das südwestlich benachbarte, 90 km entfernte Rajonzentrum Bargusin das rechte Ufer des Bargusin aufwärts verläuft. Von Kurumkan führt sie weiter als Rajonstraße bis zum Dorf Uljunchan und den heißen Mineralquellen bei Kutscheger und Umchei im nördlichen Teil des Gebietes, und von dort weiter als unbefestigte und schwer befahrbare, vorrangig in der Frostperiode nur mit Geländefahrzeugen nutzbare Trasse durch das Bergland zwischen Bargusingebirge und Nördlichem Muja-Gebirge ins Tal der Oberen Angara, wo sie bei Nowy Uojan die Baikal-Amur-Magistrale (BAM) und die ihr folgende Straße erreicht. Die Trasse wurde während des Bahnbaus 1974/1975 angelegt, wird aber seit dessen Abschluss in den 1980er-Jahren nicht mehr unterhalten. Der Ausbau zu einer ganzjährig befahrbaren Straße ist geplant, womit dann der nördliche Teil der Republik von der Hauptstadt Ulan-Ude aus ohne Umweg über die Oblast Irkutsk westlich des Baikalsees erreichbar wäre.
Kurumkan besitzt einen kleinen Flugplatz (ICAO-Code UI69).